# 昆仑针茅
昆仑针茅（学名：Stipa roborowskyi）为禾本科针茅属下的一个种。

## 扩展阅读
- 維基物種上的相關：昆仑针茅